# JD Edwards
JD Edwards World Solution Company o semplicemente JD Edwards, chiamata anche JDE, era una compagnia software fondata nel marzo 1977 a Denver (Colorado) da Jack Thompson, Dan Gregory e Ed McVaney. L'azienda iniziò la propria attività producendo software di contabilità per i minicomputer IBM, lavorando con i System/34 e /36, focalizzandosi dalla metà degli anni '80 sui minicomputer System/38 e passando poi agli AS/400 dopo la loro introduzione sul mercato.
I primi clienti della società si occupavano della distribuzione all'ingrosso di macchine utensili, per cui ebbero la necessità di integrare il sistema di contabilità con un software che si occupasse anche della logistica e delle consegne (Distribution). Con l'ingresso della Colorado Highway Department nel portafoglio clienti fu sviluppato il costing e grazie alla Shell Oil Company, società multinazionale, il sistema multivaluta.
La dimensione delle società clienti, costituito per la quasi totalità da società di medie dimensioni, ha portato ad implementare sempre nuovi moduli di gestione informatica integrati ai precedenti: dalla contabilità generale (integrata con tutti i moduli aggiuntivi) al costo del personale, dalla gestione dell'inventario alla gestione della produzione ed ai sistemi MRP.
Il lavoro di McVaney e della sua azienda ha quindi portato allo sviluppo di quello che sarebbe stato chiamato software di enterprise resource planning (ERP) in risposta al proprio modello di business.

## JD Edwards ERP
Il prodotto principale offerto su piattaforma AS/400 era il JD Edwards World Software che raggiunse rapidamente una diffusione a livello mondiale. 
Nel 1996, la società lanciò il primo sistema client-server, chiamata OneWorld, con una propria interfaccia ed un nuovo modello di funzionamento.
A partire dal 2001, sempre per la prima volta, fu introdotta una versione web-based, in cui l'utente accede al software JDE per mezzo di un browser.

## Quotazione e acquisizione
Il 24 settembre 1997 la società si quotò nel marcato NASDAQ con il simbolo JDEC. 
Nel 1998 McVaney decise di ritirarsi, salvo poi tornare a capo della società per seguire personalmente la soluzione dei problemi di gioventù riscontrati dalla versione client-server, ed infine ritirarsi definitivamente nel gennaio 2002.
Nel giugno 2003 il consiglio di amministrazione accettò l'offerta di acquisto avanzata dalla PeopleSoft, anch'essa attiva nel mercato degli ERP, concretizzatasi poi nel luglio dello stesso anno.
Successivamente la PeopleSoft, dopo una prima offerta di fine 2003 considerata ostile, è stata acquistata da Oracle nel 2005.